# Sotiris Kirjakos
Sotiris Kirjakos (gr. Σωτήρης Κυργιάκος; ur. 23 lipca 1979 r. w Trikali) – grecki piłkarz występujący na pozycji obrońcy w VfL Wolfsburg.

## Kariera
Sotiris Kirjakos zaczynał karierę w 1998 w Panathinaikosie Ateny. W 1999 został wypożyczony do II-ligowego Ajos Nikolaos, gdzie miał się oswajać z piłką na wysokim poziomie. Po 2 całkiem udanych sezonach wrócił do Koniczynek, natomiast w 2002 był już podstawowym zawodnikiem. W 2004 Grekiem zainteresowało się Rangers. W lidze szkockiej rozegrał 43 mecze (1 gol), po czym przeszedł do niemieckiego Eintrachtu Frankfurt i grał tam do 2008 roku. Latem odszedł na zasadzie wolnego transferu do AEK Ateny. W 2009 roku przeszedł do angielskiego Liverpoolu, z którym podpisał dwuletni kontrakt z opcją przedłużenia na rok. Był pierwszym Grekiem w drużynie The Reds. 16 stycznia 2010 w meczu ligowym z Stoke City (1:1) strzelił swojego premierowego gola w barwach drużyny z Anfield.
22 sierpnia podpisał kontrakt z niemieckim klubem VfL Wolfsburg.
31 stycznia 2012 roku został wypożyczony z Wolfsburga do Sunderlandu.

## Kariera reprezentacyjna
W reprezentacji Grecji debiutował w 2002 i jak dotąd wystąpił w 52 spotkaniach i 4-krotnie trafił do siatki. Zabrakło go na Mistrzostwach Europy 2004, gdzie Grecy zdobyli 1. miejsce.
W sierpniu 2010 roku, ogłosił zakończenie kariery reprezentacyjnej.